# Fallen (Burzum-album)
A Fallen a norvég black metal zenekar Burzum nyolcadik nagylemeze, 2011. március 7-én lett adta ki a Byelobog Productions kiadó.
Az album borítója egy része a francia William-Adolphe Bouguereau festő 1899-es művének, az Elegynek.

## Felvételek
A Fallen dalait két hét alatt vették fel a Grieghallen stúdióban.

## Dalszöveg és zene
Varg Vikernes szerint "Zeneileg a Fallen olyan, mint egy átmenet a Belus és valami új között, inkább a debütáló album és a Det Som Engang Var által, mint a Hvis Lyset Tar Oss, vagy a Filosofem által inspirálódva. A hangzás dinamikusabb – úgy masztereltük, mintha klasszikus zene lenne – és jóval tapasztaltabb voltam, mint a Beluson. A szövegvilága hasonló, mint a debütáló albumé, de valamennyivel személyesebb, jobban fókuszál egzisztenciális kérdésekre, de a mitológiai téma a Belushoz hasonlóan most is benne van. Továbbá néhány ambient szám is helyet kap: egy rövid bevezetés és egy hosszabb befejezés."

## Számlista
Az összes szám szerzője Varg Vikernes. 
| 1.    | Fra verdenstreet         | From the World Tree   | 1:03  |
| 2.    | Jeg faller               | I Am Falling          | 7:50  |
| 3.    | Valen                    | Fallen                | 9:21  |
| 4.    | Vanvidd                  | Madness               | 7:05  |
| 5.    | Enhver til sitt          | Each Man to His Own   | 6:16  |
| 6.    | Budstikken               | The Message           | 10:09 |
| 7.    | Til Hel og tilbake igjen | To Hel and Back Again | 5:57  |
| 47:41 |                          |                       |       |

## Közreműködők
- Varg Vikernes – ének, összes hangszer

## Fordítás
Ez a szócikk részben vagy egészben  a   Fallen (Burzum album) című angol Wikipédia-szócikk fordításán alapul.  Az eredeti cikk szerkesztőit annak laptörténete sorolja fel. Ez a jelzés csupán a megfogalmazás eredetét és a szerzői jogokat jelzi, nem szolgál a cikkben szereplő információk forrásmegjelöléseként.